# Pijama
Pijamaua  este o îmbrăcăminte formată din: pantaloni lungi / scurți și bluză / tricou, această îmbrăcăminte este specifică nopții, în timpul somnului. Pijamalele sunt de mai multe tipuri: 1.Pijama elegantă, dintr-un material fin si subțire/Satin; 2. Pijama normală din Bumbac; 3. Pijama de femei-rochii de noapte/capot. Sunt multe altele dar acestea sunt purtate cel mai des.